# Victor Gilsoul

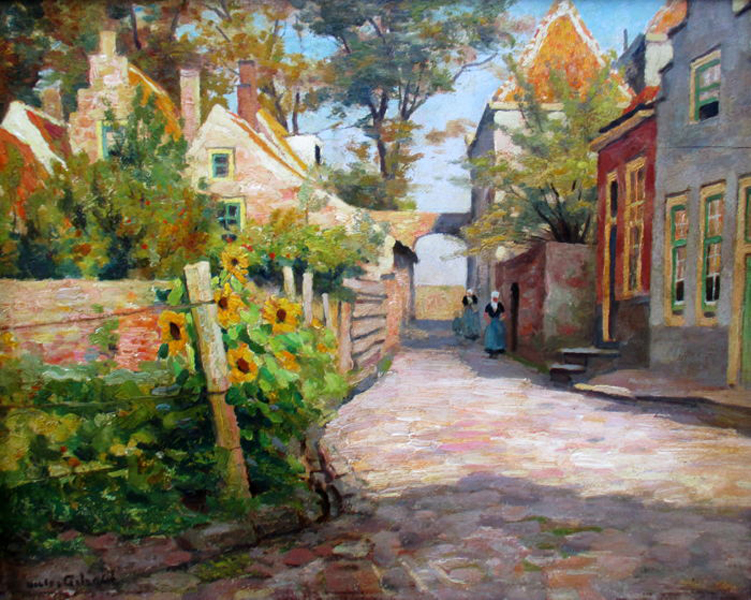
Dorfansicht von Veere Zeeland mit Personen

Victor Gilsoul (* 9. Oktober 1867 in Brüssel; † 5. Dezember 1939 in Woluwe-Saint-Lambert/Sint-Lambrechts-Woluwe) war ein belgischer Landschaftsmaler und Radierer.
Dem Rat der Maler Louis Artan und Alfred Verveee (1838–1895) folgend, begann er im Alter von 12 Jahren zu zeichnen. Mit 14 Jahren gewann er den ersten Preis an der Akademie der bildenden Künste in Antwerpen. 1883, mit 17 Jahren, hatte er seine erste Salonausstellung in Brüssel.
Gilsoul studierte an der Académie royale des Beaux-Arts de Bruxelles. Er hatte Ausstellungen in „La Libre Esthétique“ (1894), auf der Weltausstellung Gent 1913, im Salon de Liège (1921). Viele seiner Werke kamen in die königlichen Kunstsammlungen. 1897 kaufte der Prinz von Bayern auf einer internationalen Ausstellung in München zwei seiner Gemälde. König Leopold II. von Belgien kaufte 1890 eines seiner Gemälde, und 1901 dreizehn Gemälde, um die königliche Yacht zu schmücken. Königin Mutter Mary (Mutter von König Albert I. von Belgien) kaufte 1904 zwei seiner Gemälde.
Im Jahr 1894 heiratete Victor Gilsoul seine Künstlerkollegin Ketty Hoppe. 1903 schrieb der französische Dichter und Schriftsteller Camille Mauclair (1872–1945) eine Monographie über Victor Gilsoul. 1914, zu Beginn des Ersten Weltkriegs, floh Victor in die neutralen Niederlande. 1898 wurde Gilsoul vom König Leopold II. von Belgien zum Ritter ernannt.
1910 trennte sich Gilsoul von seiner Frau. Im selben Jahr wurde er infolge einer Brandstiftung in eine psychiatrische Klinik eingeliefert, aber sofort freigelassen.
Er wurde 1924 zum Professor an der Koninklijke Academie voor Schone Kunsten van Antwerpen berufen.